# Довган, Роберт
Роберт Довган (Robert Dowhan; род. 14 июля 1967, Любско) — польский политик. Член Гражданской платформы Польши. Депутат Сейма Республики Польша X созыва (с 2023 года). Сенатор Республики Польша VIII, IX и X созывов.

## Биография
Роберт Довган родился 14 июля 1967 года в городе Любско, республика Польша.
Прошёл обучение на факультете физической культуры в Гожув-Велькопольской Познаньской Академии физической культуры. После окончания учебного заведения занялся бизнесом в торговой отрасли, создал сеть из десяти оптовых магазинов.
Являлся членом правления спидвейного клуба ZKZ Зелена-Гура. В 2003 году возглавил этот спортивный клуб. В период своего правления клуб в польской лиге выиграл командный чемпионат в 2009 и 2011 годах, а также становился серебряным (2010) и бронзовым (2008) призёром. В феврале 2011 года Роберт ушел с занимаемой должности, однако в марте того же года объявил, что остаётся руководить спидвейным клубом.
На выборах 2006 года по спискам Гражданской Платформы получил мандат депутата в Зелёна-Гура. В 2010 году снова вошел в городской совет.
На парламентских выборах 2011 года получил место сенатора от избирательного округа № 22. В 2015 году был переизбран в Сенат, получив 39 008 голосов. На выборах 2019 года вновь успешно баллотировался на переизбрание в Сенат (получил 97 398 голосов в округе № 20).
В 2023 году баллотировался в Сейм Республики Польша от Гражданской Коалиции в Любушском районе. Получил место депутата Сейма Польши X созыва, набрав 14 761 голос. В 2024 году безуспешно участвовал в выборы в Европейский парламент по округу № 13 (получил только 3226 голосов).